# Rigas hamn
Rigas hamn  (lettiska: Rīgas brīvosta) är en frihamn i 
kommunen Riga i den centrala delen av Lettland, omkring 1,3 kilometer från Rigas centrum.